# Ignaz Semmelweis

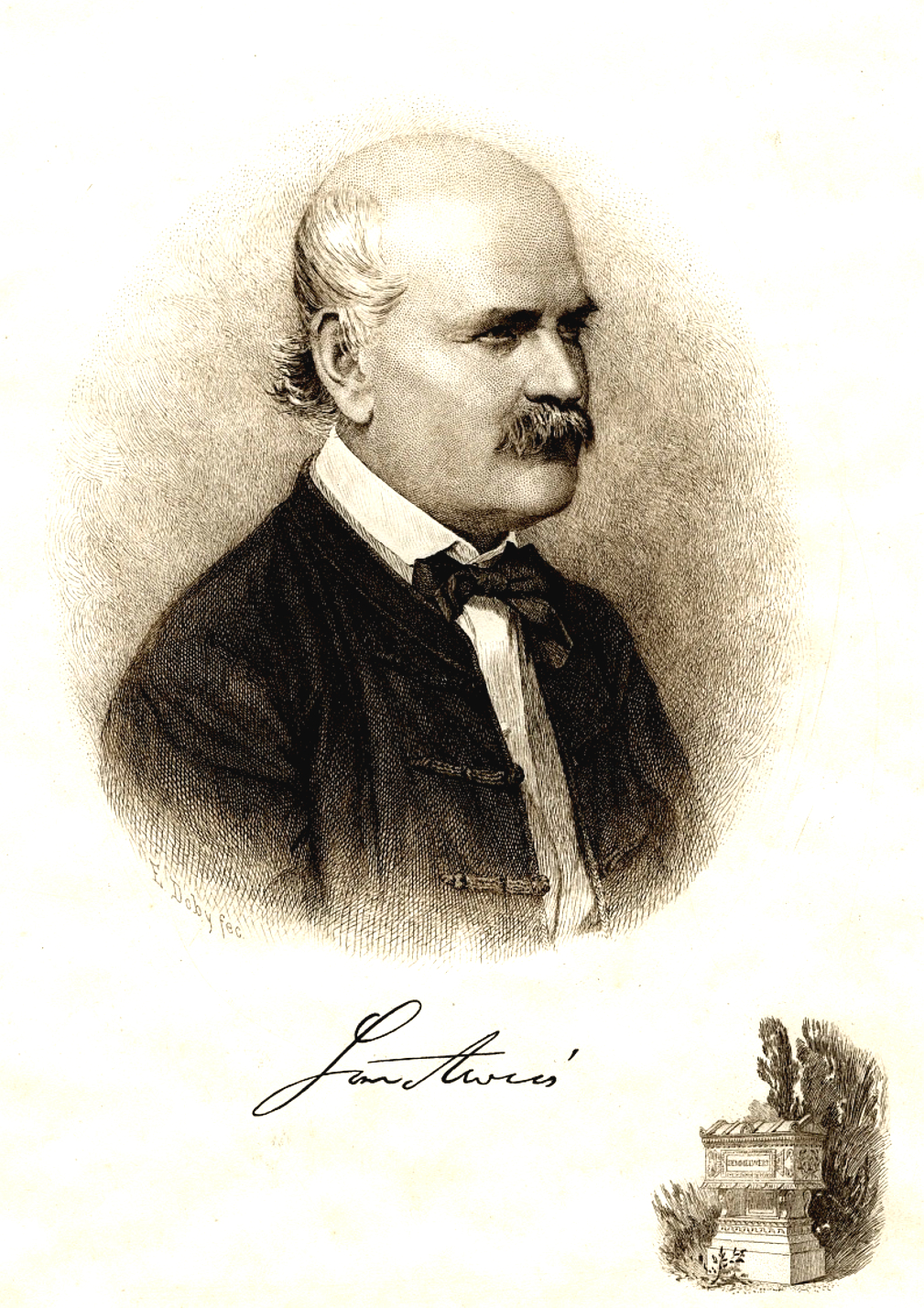
Ignaz Semmelweis (Kopparstick av Jenő Doby, 1894)

Ignaz Semmelweis (ursprungligen Semmelweis Ignác Fülöp), född 1 juli 1818 i Budapest, Ungern, död 13 augusti 1865 i Döbling (Wien), var en ungersk läkare som visade att barnsängsfeber var smittsam och att fallen av barnsängsfeber kunde minskas drastiskt om vårdgivarna tvättade sina händer grundligt med klorkalklösning. Han gjorde denna upptäckt 1847 när han var chef för förlossningsavdelningen på ett sjukhus i Wien.

## Barn- och ungdomsår
Semmelweis föddes 1 juli 1818 i Tabán, en gammal handelssektor i Buda. Han var femte barnet till en välbärgad affärsinnehavare av tysk börd. Han fick sin grundläggande utbildning vid det katolska gymnasiet i Buda och studerade sedan vid Universitetet i Pest från 1835 till 1837. Semmelweis' far ville att han skulle bli militäradvokat i den österrikiska byråkratins tjänst, men när Ignaz Semmelweis reste till Wien på hösten 1837 för att skriva in sig på juridikutbildningen där, blev han istället intresserad av medicin. Han började på läkarutbildningen, till synes utan motstånd från föräldrarna.
Semmelweis återvände till Pest efter sitt första år och fortsatte sina studier vid det lokala universitetet från 1839 till 1841. Han blev dock missnöjd med de föråldrade förhållandena vid Pests universitet och flyttade till en läkarhögskola i Wien 1841. Bland hans lärare fanns Carl von Rokitansky, Josef Škoda och Ferdinand von Hebra. Semmelweis avlade sin examen 1844 och gick därefter en tvåmånaders kurs i förlossningsvård. Han avlade magisterexamen i detta ämne. Därefter studerade han mer kirurgi och olika medicinska metoder. Han blev sedan assistent vid Första förlossningskliniken vid Wiens allmänna sjukhus.

## Upptäckten av hygienens betydelse
Det var vid Wiens allmänna sjukhus som Semmelweis började undersöka orsakerna till barnsängsfeber, trots motstånd från hans överordnade som trodde att det inte gick att förebygga. Semmelweis blev chef för Första förlossningskliniken i juli 1846. Kliniken hade då en mödradödlighet på grund av barnsängsfeber på 13,10%. Detta var ett känt faktum, och många kvinnor föredrog att föda sina barn på gatan framför att göra det på kliniken. Andra förlossningskliniken hade dock bara 2,03% dödlighet av barnsängsfeber. Båda klinikerna låg i samma sjukhus och använde samma tekniker. Den enda skillnaden var de personer som arbetade där. Den första användes för utbildning av medicinstudenter och den andra för utbildning av barnmorskor.
Genombrottet för Ignaz Semmelweis skedde 1847 då hans vän Jakob Kolletschka dog av en infektion som han hade ådragit sig när han av misstag stack sig i fingret med en kniv då han utförde en obduktion. Obduktionen av Kolletschka visade ett patologiskt tillstånd som liknade det hos kvinnorna som dog av barnsängsfeber. Semmelweis föreslog genast att det fanns ett samband mellan kontakt med lik och barnsängsfeber och gjorde en detaljerad studie av dödlighetstalen vid båda förlossningsklinikerna. Han drog slutsatsen att han och studenterna bar de infekterande partiklarna på sina händer från obduktionsrummet till de patienter som de undersökte på Första förlossningskliniken. Bakterieteorin om sjukdomar hade inte utvecklats vid denna tid. Semmelweis fastslog därför att något okänt "likämne" orsakade barnsängsfeber. Han införde en policy att använda en lösning av klorerad kalk att tvätta händerna med mellan obduktionsarbete och undersökning av patienter. Dödlighetstalet sjönk från den dåvarande nivån 12,24% till 2,38%, jämförbart med det på Andra kliniken.

## Det medicinska etablissemangets avvisande
Trots detta dramatiska resultat ville inte Semmelweis delge sin metod officiellt till de lärda kretsarna i Wien, och heller inte förklara den i skrift. Ferdinand von Hebra skrev slutligen två artiklar åt honom, men fastän utländska läkare och ledande medlemmar av skolan i Wien blev imponerade av Semmelweis' upptäckt fick artiklarna inget utbrett stöd. Hans observationer gick emot den dåvarande vetenskapliga inställningen, som var att sjukdomar berodde på en obalans bland de grundläggande "fyra kroppsvätskorna", en teori som kallas dyskrasi. Det hävdades också att även om Semmelweis' upptäckter var korrekta skulle det vara för ansträngande att tvätta händerna varje gång man skulle undersöka en gravid kvinna. Läkarna ville heller inte gärna erkänna att de hade orsakat så många dödsfall.
Det fanns ideologiska anledningar till att det medicinska etablissemanget inte kunde erkänna Semmelweis upptäckter. En var att Semmelweis' hävdanden ansågs sakna vetenskaplig grund, eftersom ingen förklaring gavs till hans upptäckter. En sådan vetenskaplig förklaring blev möjlig först några årtionden senare när bakterieteorin om sjukdomar utvecklades. Ett annat ideologiskt problem var det faktum att Semmelweis' idéer ansågs ge särskild betydelse åt döden och döendet, eftersom det mestadels var läkare som inte tvättade sina händer efter obduktioner som förmedlade smitta. Denna idé bedömdes som "religiös" och "vidskeplig" i den intellektuella miljö efter upplysningstiden som var förhärskande i de vetenskapliga kretsarna vid denna tid.
Under 1848 utvidgade Ignaz Semmelweis användningen av rengöring till att omfatta alla instrument som kom i kontakt med patienter under förlossning. Han dokumenterade statistiskt att detta nästan utrotade barnsängsfebern från sjukhusavdelningen. Josef Škoda försökte då bilda en officiell kommission för att undersöka resultaten. Förslaget om en kommission avvisades genast av utbildningsministeriet på grund av en politisk konflikt inom universitetets och regeringens byråkratier.
Semmelweis var aktiv liberal. En konservativ rörelse tog makten 1848, och 1849 blev han avskedad från sin post. Škoda höll ett föredrag om ämnet vid vetenskapsakademin i oktober 1849, men Semmelweis hade inte korrigerat sina vänners artiklar för att påvisa de felaktigheter de hade gjort i beskrivningen av hans arbete. Semmelweis övertalades slutligen att presentera sina upptäckter personligen 1850, med viss framgång. Han lämnade dock Wien plötsligt senare samma år för att återvända till Pest, antagligen på grund av ekonomiska svårigheter, utan att meddela ens sina närmaste vänner. Detta hastiga beslut omintetgjorde hans möjligheter att övervinna skeptikerna i Wien.
I Ungern tog Semmelweis ledningen för förlossningsavdelningen på Sankt Rochus sjukhus i Pest från 1851 till 1857. Hans order om rengöring av händer och utrustning reducerade dödligheten i barnsängsfeber till 0,85% där, och hans idéer blev snart accepterade runtom i Ungern. Han blev chef för teoretisk och praktisk obstetrik vid universitetet i Pest i juli 1855. Semmelweis avböjde ett erbjudande om att leda obstetriken i Zürich 1857. I Wien var man dock fortfarande ganska fientligt sinnad mot honom.
1861 publicerade Semmelweis slutligen sin upptäckt i en bok, Die Ätiologie, der Begriff und die Prophylaxis des Kindbettfiebers. Ett antal ofördelaktiga recensioner av boken i utlandet fick Semmelweis att gå till angrepp mot sina kritiker i ett antal öppna brev som skrevs 1861-1862. Dessa tjänade inte till att ge hans idéer större acceptans. Vid en konferens med tyska läkare och naturforskare avvisade de flesta talarna hans lära. En av dem var Rudolf Virchow.
Att etablissemanget inte erkände hans upptäckter tidigare ledde till att tusentals unga mödrar dog i onödan, men Semmelweis fick slutligen upprättelse. Detta fall tas ibland upp som exempel på att vetenskapliga framsteg försinkas av de etablerade yrkesmännens tröghet. Det har dock framförts (till exempel av Nuland 2003) att Semmelweis kunde ha fått större genomslag om han hade lyckats kommunicera sina upptäckter mer effektivt och undvikit att förarga det medicinska etablissemanget.

## Sammanbrott och död
I juli 1865 drabbades Semmelweis av vad som verkade vara ett nervsammanbrott. Vissa moderna historiker anser dock att hans symptom kan tyda på demens, exempelvis Alzheimers sjukdom. Efter en resa till Wien, som han tvingades till av vänner och släktingar, fördes han till ett sinnessjukhus, Niederösterreichische Landesirrenanstalt i Döbling i Wien, där han dog endast två veckor senare. Traditionellt sägs han ha dött av blodförgiftning, liknande barnsängsfeber, som skall ha orsakats av ett infekterat finger. Enligt en artikel i Journal of Medical Biography av H. O. Lancaster är detta dock inte sant. Istället skall han ha dött av skador han fått efter att han varit våldsam och blivit slagen av sjukhuspersonal.
Först efter Semmelweis' död utvecklades bakterieteorin om sjukdomar, och Semmelweis är nu erkänd som en pionjär inom aseptik och förebyggande av nosokomial infektion ("sjukhussjuka").

## Utmärkelser
Asteroiden är 4170 Semmelweis uppkallad efter honom.